# Iglesia de San Martín (Palafrugell)
La iglesia de San Martín de Palafrugell es la iglesia parroquial de la localidad española de Palafrugell (Bajo Ampurdán, provincia de Gerona, Cataluña), protegida bajo la figura de Bien Cultural de Interés Local. Se encuentra bajo la advocación de san Martín de Tours.

## Descripción
Se trata de un edificio de grandes dimensiones que presenta elementos de diversas épocas. Consta en una sola nave con capillas laterales y coro en los pies del ábside poligonal y cubierta de teja con dos bajantes. La fachada principal, orientada al oeste, tiene portada rectangular con elementos de tipo clásico: dos pilastras en ambos lados con tejado superior y un bajorrelieve dedicado a San Martín, situado en el centro de un rectángulo delimitado en su trono por pilastras y molduras clásicas. También presenta semiesferas decorativas. En la parte central de la fachada hay un sencillo rosetón y en la parte alta una galería de arcos de medio punto. La nave está dividida en cuatro tramos por tres arcos torales apuntados y cubierta con vuelta de arista. Las capillas laterales y el presbiterio están cubiertos con vuelta de crucería.
El campanario se eleva en el ángulo sudoeste del templo. Es de gran altura, aunque se encuentra inacabado, y tiene base cuadrada y cuerpo superior. En los cuatro parámetros situados encima de los ángulos de la base cuadrada hay cuatro torres cilíndricas. En la parte baja occidental del campanario hay una puerta con la fecha de 1762 y el escudo de Palafrugell en relieve. Otro campanario, llamado campanario viejo, se eleva en la parte norte de la iglesia. Se trata de un elemento de pequeñas dimensiones formado por cuatro pilastras con tejado.

## Historia
La iglesia de San Martín de Palafrugell se construyó entre los años 993 y 1019, pero de ella solo se conserva un trazo de pared en la actual cámara de las cuerdas (pared septentrional).
A finales del siglo XIV y en el XV se restauró y amplió. Además del uso religioso, sirvió también para las asambleas municipales y como sede de las hermandades gremiales. En 1413 el pintor Luís Borrassà pintó el retablo mayor, de estilo gótico. A finales del siglo XVI, entre 1588 y 1599, tuvo lugar una ampliación. La nave central quedó configurada tal y como se encuentra hoy en día. Entre los siglos XVI y XVII se construyó la fachada, pero las guerras de mediados de siglo detuvieron las obras del campanario.
En el siglo XVIII continuaron las obras y en 1710 el escultor Pau Costa inició la construcción del retablo mayor, de estilo barroco, dedicado a San Martín, Santa Margarita, San Sebastián, San Raimundo de Peñafort y a los santos Abdó y Senén, sustituyendo así el retablo de Lluís Borrassà. Entre 1760 y 1763 se construyó la capilla honda y por esas mismas fechas se ampliaron el resto de capillas meridionales, constituyendo un tipo de nave lateral. Esta ampliación se llevó a cabo encima del cementerio pequeño, en el antiguo patio de armas del castillo de la villa. Seguramente sea de 1762 el proyecto del campanario de Joan Ranté, el cual tuvo que quedar inacabado por la Guerra de la Independencia. Así es como ha permanecido hasta la actualidad, a pesar del proyecto de 1857 del arquetecto Martí Sureda i Deulovol de ampliación y reparación de la iglesia y del de Josep Torres Jonama de finalización del campanario ya a principios del siglo XX.
El retablo se quemó el 23 de julio de 1936, con el inicio de la Guerra Civil. Destruyó el retablo de Pau Costa y la mayoría de elementos muebles. Se ha conservado la Cruz Mayor o procesional de plata del siglo XVII, el gran frontal y unos laterales del altar de plata repujada donados en 1785 por Martí Serra Avellí (natural de Palafrugell que marchó a hacer fortuna a Guatemala) y otras pequeñas piezas de orfebrería de menor importancia. También se ha conservado un San Sebastián de la Guardia del siglo XVIII vestido de almirante y dos relieves de Ramon Pericay de 1918.
A partir de 1939 se inició la restauración del templo. Guillem Soler decoró y pintó la iglesia parroquial con diversas pinturas murales entre 1942 y 1948. Entre las nuevas tallas y otros objetos litúrgicos cabe mencionar el Santo Cristo de 1943 del taller de Josep Llimona, diversas tallas de 1947 y 1948 de Josep Maria Camps, una cruz griega esmaltada de 1966 de Emília Xargay Pagès y el sagrario de 1968 de ella también. En 1985 se colocó un nuevo órgano, construido por Gabriel Blancafort París. En 1993 se bendijeron las campanas mayores: la Martina y la Margarita II.
La iglesia posee las capillas de San Sebastián de la Guardia (de 1441 y ampliada en el siglo XVII), la de Santa Margarita (citada en 1264) y San Ramón (inaugurada en 1614) y las sufragáneas de Calella de Palafrugell (templo construido entre 1884 y 1887 y erigido como anexo de Palafrugell en 1928) y de Llafranch, fundada en 1897 y ampliada en los años 1948 y 1958.

## Historia archivística
Los archivos parroquial y municipal se ubicaban en la iglesia de San Martín. Se trasladó la documentación más reciente posteriormente; la municipal al ayuntamiento en el siglo XVIII, y la parroquial a la rectoría vieja. Sin embargo, con el estallido de la Guerra Civil todavía quedaba en la iglesia la documentación más antigua de ambos archivos. Esta se vio afectada por el incendio de la iglesia el 23 de julio de 1936. A finales de julio la rectoría vieja se había abandonado y los registros se encontraban sin custodia, momento en que el juez municipal y la alcaldía se hicieron cargo de ellos y los trasladaron al juzgado municipal. En cuanto a la documentación municipal, se trasladó a la biblioteca y las Escuelas de Artes e Industrias.
Actualmente, el fondo se halla en el Archivo Diocesano de Gerona, que ha microfilmado y digitalizado el fondo y ha cedido una copia al municipal de Palafrugell. Gran parte de este fondo es consultable en línea desde la web del ayuntamiento.